# Charlotte van der Marck

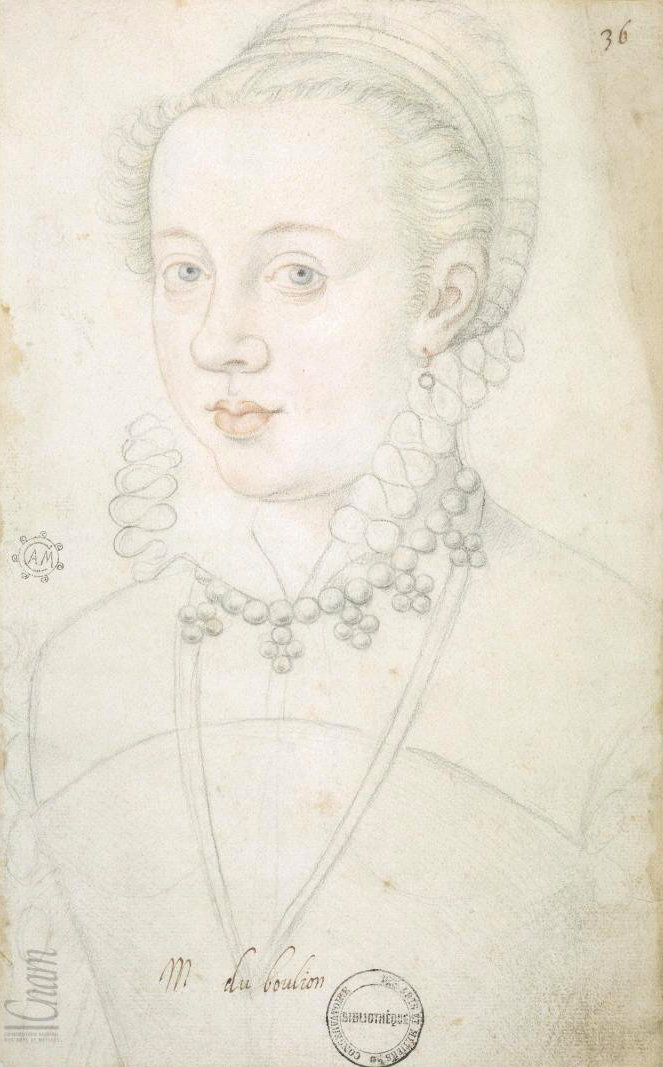
Portret, ca. 1570

Charlotte van der Marck (Sedan, 5 november 1574 – aldaar, 15 mei 1594) was regerend prinses van Sedan en hertogin van Bouillon, tevens gravin van Braine en Albon, barones van Jametz en vrouwe van Raucourt. Ze regeerde deze gebieden als laatste van het huis Van der Mark.

## Leven
Charlotte was de dochter van Hendrik Robrecht van der Marck (1540-1574) en Françoise de Bourbon-Vendôme, prinses van Sedan en hertogin van Bouillon. Ze werd protestants opgevoed. Na de dood van haar broer Willem Robrecht van der Marck in 1588 was zij de enige levende afstammeling van haar ouders.
Op 19 november 1591 trouwde ze op aangeven van de Franse koning Hendrik IV met Henri de La Tour d'Auvergne, burggraaf van Turenne (1555-1623). Deze Zwitsers-gereformeerde edelman werd het volgende jaar benoemd tot maarschalk van Frankrijk. In 1593 liet het echtpaar een protestantse tempel bouwen in Sedan.
De negentienjarige Charlotte beviel op 8 mei 1594 van een kind dat nog dezelfde dag stierf, en zelf bezweek ze een week later. Ze werd begraven in de Église Saint-Laurent, de ondertussen verdwenen simultaankerk van Sedan.
In haar testament onterfde ze haar katholieke oom Karel Robrecht van der Marck ten voordele van haar echtgenoot. Daardoor kwamen Sedan en Bouillon in handen van het Huis La Tour d'Auvergne, zelfs zonder wettige erfgenamen. De weduwnaar noemde zich bijgevolg de vijfde hertog van Bouillon en de vierde prins van Sedan, niet langer iure uxoris maar in eigen naam. Hij kon de titels doorgeven aan de oudste zoon uit zijn tweede huwelijk. 